# Дорки Большие
Дорки́ Больши́е  — село в Палехском районе Ивановской области. Входит в Раменское сельское поселение.

## География
Находится в 11 км к северо-западу от Палеха.
Через село протекает река Матня.

## История
По писцовым книгам 1628 года село Большие Дорки значатся за братьями Оболдуевыми, дано оно было их отцу за московское осадное сидение при царе Василии Ивановиче Шуйском. В селе имелась деревянная церковь Преображения Господня с приделом Николая Чудотворца. Из надписи на храмозданном кресте видно, что при императрице Елизавете Петровне в 1750-55 годах освящен был в селе новый храм во имя Святого Николая Чудотворца. В 1796 году на средства прихожан в Дорках был построен каменный храм. Престол в этом храме один — во имя Преображения Господня. Кроме Преображенского в Дорках был другой теплый каменный храм, построенный в 1840 году. Престол в этом храме был один — во имя Николая Чудотворца. В селе с 1893 года существовала церковно-приходская школа, учащихся в 1897 году было 43.
В октябре 1960 года Палехская строчевышивальная фабрика объединила артели деревень Большие Дорки и Крутцы.

## Население
| 1859 | 1905 |
| ---- | ---- |
| 86   | 138  |

| 1859 | 1905 | 2010 |
| ---- | ---- | ---- |
| 86   | ↗138 | ↘8   |

## Русская православная церковь
В селе расположена церковь Преображения Господня (построена в 1796 года) и рядом с ней — деревянная церковь Николая Чудотворца (построена в начале XXI века). В Преображенской церкви в 1899—1930 и 1933—1937 годах служил священномученик Иван Прудентов.

## Достопримечательности
Имеется старинная усадьба.